# Herzfelde (Templin)
Herzfelde ist ein Ortsteil der Stadt Templin, der flächenmäßig größten Stadt im Landkreis Uckermark (Brandenburg). Herzfelde war bis 2003 eine selbständige Gemeinde.

## Lage
Herzfelde liegt 11 Kilometer nordöstlich von der Kernstadt Templin. Zum Ort gehören auch Annenhof und Kienheide. Auf der Gemarkung lagen auch die Güter Steinhausen, Uhlenhof und Wiedebusch, die erst nach 1960 abgerissen wurden.

## Geschichte
Im Jahre 1375 wurde das Angerdorf erstmals unter dem Namen „Hertzvelde“ urkundlich erwähnt.  Der Name leitet sich vom mittelniederdeutschen hert („Hirsch“) und Veld („Feld“) ab. 1375 war es im Besitz derer von Berlin. Der Trebowsee gehörte aber zur Burg Boitzenburg. Vor 1429 kam das Dorf in den Besitz des Klosters Seehausen, die Dienste waren an die Herrschaft Boitzenburg gegangen. 1429 ging Herzfelde in den Besitz derer von Berg über, die das Dorf bis 1828 behaupteten. Im Verlauf der Geschichte waren bis zu vier Rittersitze im Dorf. 1828 bis 1830 gehörte Herzfelde einem Förster Beyer. 1830 bis 1852 war der Rentier Hoth Besitzer von Herzfelde. 1858 gehörte es einem gewissen Lindenberg. 
Am 26. Oktober 2003 wurde die bis dahin eigenständige Gemeinde im Amt Templin-Land nach Templin eingemeindet.
Der Ortsteil Annenhof wurde 1899 erstmals im Amtsblatt der Regierung Potsdam erwähnt.

## Sehenswürdigkeiten

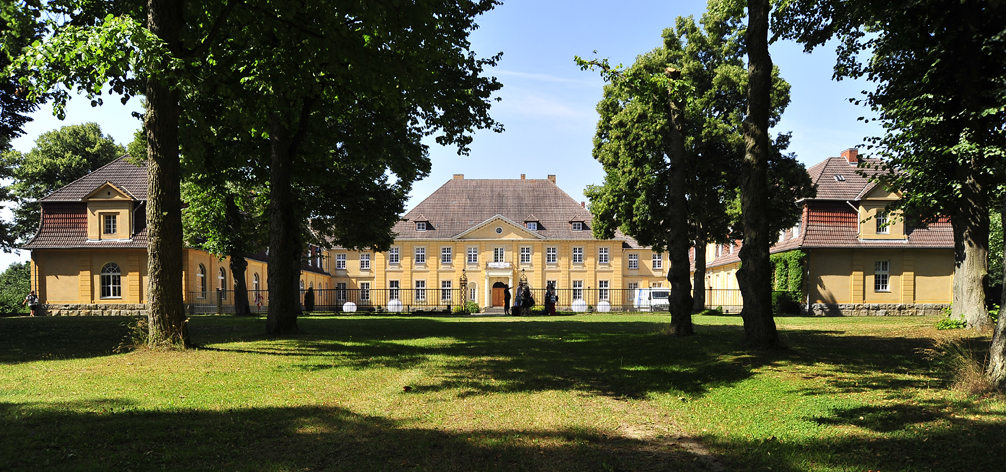
Schloss Herzfelde

Herzfelde bietet einige Sehenswürdigkeiten: Als Dorfkirche eine gotische Feldsteinkirche, ebenso die ehemalige Gutsanlage mit Speicher, Gärtnerei und Schafstall. Es gibt ein Schloss mit einem 20 Hektar großen Park in diesem Ort. Bewohnt wurde es im 13. Jahrhundert von der adeligen Familie Herzfelde.